# 奥马克 (华盛顿州)
奥马克（英文：Omak），是美国华盛顿州奥卡诺根县下属的一座城市。根据 2000年美国人口普查，该市有人口4,721人。根据2010年美国人口普查，该市有人口4,845人。而2011年估计该市有4,881人。